# Kyla (Sängerin)
Kyla Reid, geborene Kyla Smith (geb. 22. September 1983) ist eine britische Sängerin.

## Leben
Als Sängerin erreichte sie zusammen mit dem von den Crazy Cousinz produzierten Song Do You Mind im Jahr 2009 Platz 48 der britischen Musikcharts.
Für seinen Song One Dance hat der kanadische Rapper Drake ein Sample aus Do You Mind mit ihrer Stimme verwendet.
Kyla ist mit Errol Reid (auch als DJ Paleface bekannt, der einen Hälfte des Crazy Cousinz Produzententeams) verheiratet und hat einen Sohn. Zuvor hat sie als Lehrerin Englisch als Zweitsprache unterrichtet.

## Diskografie

### Singles
| Jahr | Titel         | Höchstplatzierung, Gesamtwochen, AuszeichnungChartplatzierungen (Jahr, Titel, Platzierungen, Wochen, Auszeichnungen, Anmerkungen) | Höchstplatzierung, Gesamtwochen, AuszeichnungChartplatzierungen (Jahr, Titel, Platzierungen, Wochen, Auszeichnungen, Anmerkungen) | Höchstplatzierung, Gesamtwochen, AuszeichnungChartplatzierungen (Jahr, Titel, Platzierungen, Wochen, Auszeichnungen, Anmerkungen) | Höchstplatzierung, Gesamtwochen, AuszeichnungChartplatzierungen (Jahr, Titel, Platzierungen, Wochen, Auszeichnungen, Anmerkungen) | Höchstplatzierung, Gesamtwochen, AuszeichnungChartplatzierungen (Jahr, Titel, Platzierungen, Wochen, Auszeichnungen, Anmerkungen) | Anmerkungen                           |
| Jahr | Titel         | DE | AT | CH | UK | US | Anmerkungen                           |
| ---- | ------------- | --- | --- | --- | --- | --- | ------------------------------------- |
| 2009 | Do You Mind – | — | — | — | UK48 Silber · (4 Wo.)UK | — | Erstveröffentlichung: 7. Februar 2009 |

Gastbeiträge

| Jahr | Titel Album         | Höchstplatzierung, Gesamtwochen, AuszeichnungChartplatzierungen (Jahr, Titel, Album, Platzierungen, Wochen, Auszeichnungen, Anmerkungen) | Höchstplatzierung, Gesamtwochen, AuszeichnungChartplatzierungen (Jahr, Titel, Album, Platzierungen, Wochen, Auszeichnungen, Anmerkungen) | Höchstplatzierung, Gesamtwochen, AuszeichnungChartplatzierungen (Jahr, Titel, Album, Platzierungen, Wochen, Auszeichnungen, Anmerkungen) | Höchstplatzierung, Gesamtwochen, AuszeichnungChartplatzierungen (Jahr, Titel, Album, Platzierungen, Wochen, Auszeichnungen, Anmerkungen) | Höchstplatzierung, Gesamtwochen, AuszeichnungChartplatzierungen (Jahr, Titel, Album, Platzierungen, Wochen, Auszeichnungen, Anmerkungen) | Anmerkungen                                                       |
| Jahr | Titel Album         | DE | AT | CH | UK | US | Anmerkungen                                                       |
| ---- | ------------------- | --- | --- | --- | --- | --- | ----------------------------------------------------------------- |
| 2016 | One Dance Views     | DE1 Diamant · (52 Wo.)DE | AT3 (39 Wo.)AT | CH1 (51 Wo.)CH | UK1 ×7Siebenfachplatin · (65 Wo.)UK | US1 Diamant + Platin · (36 Wo.)US | Erstveröffentlichung: 4. April 2016 mit Drake & Wizkid            |
| 2016 | Should’ve Been Me – | — | — | — | UK61 Silber · (9 Wo.)UK | — | Erstveröffentlichung: 18. November 2016 mit Naughty Boy & Popcaan |
| 2022 | Hello Mate –        | — | — | — | UK37 (5 Wo.)UK | — | Erstveröffentlichung: 15. Juli 2022 Arrdee feat. Kyla             |